# Lorens Jacob Adlerstedt
Lorens (Lars) Jacob Adlerstedt, född 14 augusti 1699, död 25 november 1756, var en svensk ämbetsman.

## Biografi
Lorens Jacob Adlerstedt var son till kommerserådet Karl Adlerstedt. Han blev 1716 auskultant i Kommerskollegium och vice notarie 1717. Han tvingades 1718 av Karl XII att avstå från en planerad resa till England för att i stället tjänstgöra som krigskommissarie vid armén i Norge. Han var kommenderad till tjänst i samband med fredsförhandlingarna på Åland 1719. 1720 blev Adlerstedt hovjunkare och 1732 kammarherre.
Adlerstedt var politiskt en utpräglad mössa, även om han inte tillhörde någon av partiets ledande krafter. 1727 reste han på Fredrik I:s uppdrag ned till Ekenäs slott för att beslagta Mauritz Vellingks papper. 1731 försökte han förgäves tvinga sig in bland bänkmännen och 1734 gav han öppet uttryck för sitt förakt för oppositionen mot Arvid Horn. Lorens Jacob Adlerstedts far hade vägrat avträda från sin post som kommerseråd med mindre än att hans son efterträdde honom, och 1734 lyckades han slutligen utverka sonen som sin efterträdare som assessor i Kommerskollegium. 1737 var han deputerad för överseende av 1733 års förordning om mått och vikt och förordnades 1738 att biträda sundhetskommissionerna. 
År 1737 hade han av ständerna fått befallning att företa en granskning av Alingsås manufakturverk. Adlerstedt påvisade flera brister i skötseln, varorna höll låg kvalitet, byggnationerna hade slukat enorma summor och stora delar av stadsanslagen hade inte använts för manufakturen utan var innestående hos dess direktörer.
Vid 1738 års riksdag försvarade sig Alingsåsmanufakturens direktörer och medgav vissa brister i skötseln. Nu var dock frågan mer politisk än så, och hattpartiet, som stödde driften, fann Adlerstedts beskyllningar oförskämda och politiskt betingade och förbjöd honom att ha vidare med översynen över manufakturerna att göra. Han dömdes vidare till 200 daler silvermynts böter och att göra offentlig avbön. Adlerstedt uteslöts även från riddarhuset. Efter hattarnas fall vann han 1742–1743 åter tillträde till riddarhuset och riksdagen och blev samma år extraordinarie kammarråd. Först 1752 erhöll han dock tjänst som kammarråd, och erhöll 1756 landshövdings titel.
Adlerstedt var också verksam som företagare. På 1720-talet arrenderade han Gripsholms kungsladugård, gjorde försök att anlägga en gyllenläderfabrik och byggde upp Lisjö bruk med anläggandet av en stångjärnshammare. 
Han verkade även som tillfällighetspoet, dock utan någon större framgång, utan snarare som en av Sveriges första pekoralister.